# María de Álava y Arigón
María Blanca Margarita de Álava y Arigón (Madrid, 28 de novembre de 1681-31 de gener de 1761) va ser una noble i erudita espanyola.
Va néixer a Madrid el 28 de novembre de 1681 i va ser batejada a la parròquia de San Andrés. Va ser la darrera dels fills de Tomás de Álava y Arigón, cavaller de l'orde de Sant Jaume i regidor de l'Ajuntament de Madrid, i de Magdalena de la Mata Linares. Quan el seu darrer germà, Pedro, va morir el 27 d'abril de 1733, María va heretar els majorats del seu pare a Madrid i Toro, a més dels càrrecs vinculats de regidor perpetu dels ajuntaments d'ambdues localitats, així com d'habitatges al barri de la parròquia de San Andrés i una capella a l'església de San Miguel de los Octoes.
Hom afirma que era una dona molt versada en tota mena d'humanitats com història sagrada i profana, poesia, a més d'escriure perfectament llatí i castellà. A més era molt aficionada a la declamació i a fer algunes representacions teatrals i tocava diversos instruments. Bona part de la seva vida la va dedicar a l'estudi de llibres, una activitat que no va abandonar mai, raó per la qual va assolir molta fama, la qual no va decaure mai. Malgrat tot, no es conserven escrits de la seva autoria.
En l'àmbit personal, va estar casada amb Francisco Antonio Zapata y Carvajal, que va ser regidor de Toro i acadèmic de la Reial Acadèmia Espanyola. Va quedar vídua el 1754, i com no va tenir fills María va instituir com a hereu dels béns i càrrecs de la seva família el seu cosí Francisco de la Mata Linares, cavaller de l'orde d'Alcántara i membre de Consell i Cambra de Castella. Finalment, va morir el 31 de gener de 1761 i va ser enterrada al convent de la Passió, de religiosos dominics, on tenia el seu confessor.